# بطولة العالم لسباق الدراجات على الطريق 2005
بطولة العالم لسباق الدراجات على الطريق 2005 هي الدورة ال78 من بطولة العالم لسباق الدراجات على الطريق، أجريت في مدريد، إسبانيا.

## النتائج النهائية
| المسابقة              | ذهبية                           | فضية                           | برونزية                              |
| --------------------- | ------------------------------- | ------------------------------ | ------------------------------------ |
| الرجال                |                                 |                                |                                      |
| سباق الطريق ضد الساعة | توم بونن (بلجيكا)               | أليخاندرو بالبيردي (إسبانيا)   | أنتوني جيسلين (فرنسا)                |
| سباق الطريق المداري   | مايكل روجرز (دراج) (أستراليا)   | إيفان غوتيريز (إسبانيا)        | فابيان كانسيليرا (سويسرا)            |
| السيدات               |                                 |                                |                                      |
| سباق الطريق ضد الساعة | Karin Thürig ‏ (سويسرا)          | يوانيه سوماريبا (إسبانيا)      | كريستين ارمسترونغ (الولايات المتحدة) |
| سباق الطريق المداري   | ريجينا شلايشر (ألمانيا)         | نيكول كوك (المملكة المتحدة)    | Oenone Wood ‏ (أستراليا)              |
| رجال أقل من 23 سنة    |                                 |                                |                                      |
| سباق الطريق المداري   | Dmytro Grabovskyy ‏ (أوكرانيا)   | William Walker (أستراليا)      | Yevgeni Popov (روسيا)                |
| سباق الطريق ضد الساعة | ميخائيل إيغناتيف (دراج) (روسيا) | Dmytro Grabovskyy ‏ (أوكرانيا)  | Peter Latham (نيوزيلندا)             |
| شبان                  |                                 |                                |                                      |
| سباق الطريق المداري   | Ivan Rovny ‏ (روسيا)             | Timofey Kritsky ‏ (روسيا)       | سيباستيان هانز (ألمانيا)             |
| سباق الطريق ضد الساعة | مارسيل كيتل (ألمانيا)           | Alexandre Pliușchin ‏ (مولدوفا) | Siarhei Papok ‏ (بيلاروسيا)           |
| شابات                 |                                 |                                |                                      |
| سباق الطريق المداري   | Mie Lacota ‏ (الدنمارك)          | ماريان فوس (هولندا)            | راسا ليليفيتو (ليتوانيا)             |
| سباق الطريق ضد الساعة | ليزا برينور (ألمانيا)           | Tereza Huříková ‏ (التشيك)      | Mie Lacota ‏ (الدنمارك)               |